# Wilhelm Körte
Friedrich Heinrich Wilhelm Körte, född 24 mars 1776 i Aschersleben, död 28 januari 1846 i Halberstadt, var en tysk litteraturhistoriker, farfars bror till Gustav, Friedrich och Alfred Körte.
Körte skrev åtskilliga arbeten, av vilka de om Gleim (biografi 1811, brevsamlingar 1803, 1806, upplagor 1811–1813, 1841) och F.A. Wolf (1833) har haft ett bestående värde.